# Javier Almirón
Javier Alejandro Almirón (Lanús, 9 febbraio 1980) è un ex calciatore argentino, di ruolo difensore.

## Carriera

### Nazionale
Ha rappresentato la nazionale argentina Under-17.